# Аміт Кумар
Аміт Кумар Дах'я (англ. Amit Kumar Dahiya; нар. 15 грудня 1993, село Нахрі, округ Соніпат, штат Хар'яна) — індійський борець вільного стилю, срібний призер чемпіонату світу, чемпіон та бронзовий призер чемпіонатів Азії, учасник Олімпійських ігор.

## Біографія
Боротьбою почав займатися з 2006 року. Був чемпіоном Азії 2011 року серед юніорів.
Виступає за борцівський клуб з Делі. Тренер Сатпал Падамшрі.
У 2016 році за спортивні досягнення був нагороджений премією «Арджуна».

## Спортивні результати на міжнародних змаганнях

### Виступи на Олімпіадах
| Змагання                    | Збірна | Вагова категорія          | Місце |
| --------------------------- | ------ | ------------------------- | ----- |
| Літні Олімпійські ігри 2012 | Індія  | вільна боротьба, до 55 кг | 10    |

### Виступи на Чемпіонатах світу
| Змагання                        | Збірна | Вагова категорія          | Місце  |
| ------------------------------- | ------ | ------------------------- | ------ |
| Чемпіонат світу з боротьби 2013 | Індія  | вільна боротьба, до 55 кг | Срібло |
| Чемпіонат світу з боротьби 2015 | Індія  | вільна боротьба, до 57 кг | 13     |

### Виступи на Чемпіонатах Азії
| Змагання                       | Збірна | Вагова категорія          | Місце  |
| ------------------------------ | ------ | ------------------------- | ------ |
| Чемпіонат Азії з боротьби 2012 | Індія  | вільна боротьба, до 55 кг | Бронза |
| Чемпіонат Азії з боротьби 2013 | Індія  | вільна боротьба, до 55 кг | Золото |
| Чемпіонат Азії з боротьби 2014 | Індія  | вільна боротьба, до 57 кг | 13     |

### Виступи на Азійських іграх
| Змагання           | Збірна | Вагова категорія          | Місце |
| ------------------ | ------ | ------------------------- | ----- |
| Азійські ігри 2014 | Індія  | вільна боротьба, до 57 кг | 10    |

### Виступи на Кубках світу
| Змагання                    | Збірна | Вагова категорія          | Місце |
| --------------------------- | ------ | ------------------------- | ----- |
| Кубок світу з боротьби 2014 | Індія  | вільна боротьба, до 57 кг | 6     |
| Кубок світу з боротьби 2016 | Індія  | вільна боротьба, до 57 кг | 7     |
| Кубок світу з боротьби 2017 | Індія  | вільна боротьба, до 57 кг | 8     |

### Виступи на інших змаганнях
| Змагання                                                     | Збірна | Вагова категорія          | Місце  |
| ------------------------------------------------------------ | ------ | ------------------------- | ------ |
| Міжнародний меморіал Дейва Шульца 2012                       | Індія  | вільна боротьба, до 55 кг | Золото |
| Олімпійський кваліфікаційний турнір з боротьби 2012 (Астана) | Індія  | вільна боротьба, до 55 кг | Золото |
| Міжнародний меморіал Дейва Шульца 2014                       | Індія  | вільна боротьба, до 61 кг | Срібло |
| Кубок Президента Казахстану з боротьби 2015                  | Індія  | вільна боротьба, до 57 кг | 4      |
| Pro Wrestling League 2015                                    | Індія  | команда                   | Срібло |
| Pro Wrestling League 2017                                    | Індія  | команда                   | 6      |